# Brănești (Dâmbovița)
Pour les articles homonymes, voir Brănești.
Brănești est une commune située dans le nord du județ de Dâmbovița en Roumanie.

## Géographie
Elle se situe à une altitude inférieure à 400 m. Les communes voisines sont : au nord et nord-est Pucioasa, à l’est Glodeni, au sud Vulcana Pandele, à l’ouest et au nord-ouest Vulcana Băi. La localité s'étale sur approximativement 4 km de longueur et 1 km de large.
Le climat est doux modéré influencé par le climat de la plaine au bord de la Ialomița. Le territoire de la commune est sillonné par cette dernière et beaucoup d’autres petites rivières : le ruisseau de Pierre (pârâul lui Pătru), le vallon de la Frontière (vâlceaua Hotarului), le ruisseau du Pripor (pârâul Priporului), le ruisseau du Crépi (pârâul Cârlionțu).
Au cours du temps la commune a souffert de modifications de son terrain administratif. Jusqu’en 1955 la commune était composée de trois villages : Brănești, Scârlența et Priboiu. La nouvelle administration a découpé la localité en ajoutant Scârlența à Pucioasa et à Brănești le village de Vulcana Pandele. En 2002 la commune comptait 9 245 habitants et incorporait les villages de Brănești, Priboiu et de Vulcana Pandele. À la suite d’une décision du gouvernement roumain en 2002, la commune a été divisée d’une manière telle qu'elle n'englobe plus que les villages de Brănești et de Priboiu qui ont 4 261 habitants pour une surface de 1 795 hectares.

## Histoire
Le nom de la localité Brănești est mentionné par écrit, pour la première fois, le 28 mars 1451 à l’occasion de la donation de l’entièreté de la fortune de Radu au monastère du Deal. Parmi les 17 témoins qui ont participé à cette donation on comptait Dragomir de Brănești.
Dans la période du Moyen Âge la commune a été habitée par des personnes libres (mochnéni) qui s’occupaient d’agriculture, de production de chaux, de maçonnerie, de forge, de tissage, de commerce de légumes, de fruits, d'animaux, etc.
La participation de la population de Brănești à la Première et à la Seconde Guerre mondiale s'est accompagnée de pertes humaines. À la mémoire de ceux qui sont tombés au combat, les habitants ont élevé un monument situé près de la mairie et une pierre commémorative à l’intérieur de l’église “Bonne Nouvelle” (Buna Vestire). Cette plaque a été faite avec l'aide de Ion Mihailescu. À cette période, la population a reçu des aides matérielles : alimentation, textiles, uniformes, etc.
Au cours de l’année 2002 a été effectuée une analyse statistique qui a indiqué que :
- la structure ethnique de la commune était majoritaire roumaine en exceptant 1 gitane, 1 hongrois et 1 polonais ;
- la structure religieuse était formée de 4 romano-catholiques, 2 réformés, 13 pentecôtistes, 1 greco-catholique, 10 baptistes, 30 aventistes du septième jour, 1 unitarien, 9 chrétiens de l’Évangile, 57 évangéliques, 1 non déclaré et le reste, soit 9 245 habitants, était constitué d'orthodoxes.

Le ministère de la Culture et des Cultes et l’Institut National des Monuments Historiques a déclaré monuments historiques de nombreuses maisons qui se trouvent à Brănești, parmi lesquelles les maisons Mihai Rizescu, Ghiță Râmbu, Nicolae Bucur, Culiță Râmbu, Serafim Mihăilă, Ion Marinescu, Stana Tâlvan, etc. Toutes ces maisons sont datées pour les plus anciennes au début de l’année 1859. Bâtie en 1905, l’actuelle maison-atelier “Gabriel Popescu” a été donnée à la localité comme musée en août 1969, par l’avocat Eliza Popescu, la nièce du graveur Gabriel Popescu avec les meubles de l’intérieur, la bibliothèque, les objets personnels de la famille, les documents, les gravures, les plateaux gravés, les livres, etc.
L’église “Bonne Nouvelle” a été consacrée le 12 septembre 1943 et a été élevée grâce à la contribution des habitants et celle du Stan Rizescu. Elle a remplacé la vieille église du même nom, élevée le 7 novembre 1779, qui avait été bâtie sur la place d’une église en bois. Entre 1622 et 1775, 19 prêtres et 12 vicaires ont tenu des messes : 1622 père Tudor, 1642 vicaire Nicoară, 1697 Père Neagoe, 1743 Père Neacșu, 1775 Père Ion. Entre 1817 et 1824, 8 prêtres et 6 vicaires ont été enregistrés. En exceptant cette église, sur le territoire du village il y a encore une église datée de 1779 qui porte le nom de “Saint-Nicolas” (Sf. Nicolae).
Tout près de Brănești se trouve le monastère “Bunea”. Dans les documents de la création du monastère, “zapisul de danie al moșnenilor din Brănești”, il est écrit que sur la colline Vîlcana, le propriétaire foncier Vâlcu d’Orbeasca et ses fils vont bâtir un “monastère”. Dans un document qui appartient à Șerban Cantacuzino Voïevode, délivré en 1687, on appelle ce bâtiment “ermitage de Vilcana” (schitul din Vîlcana) et les papiers priciaires de 1693 appellent cette place “petit monastère” (mănăstioara) mais le nom “ermitage” est resté. Le fondateur de cet endroit est Bunea Gradisteanu, qui en fuyant des Turcs qui venaient aider Constantin Basarab à faire un siège, le cousin de Matthieu Basarab, s’est retiré en ce lieu. Il promit alors que s'il restait en vie, il construirait un monastère. Il respecta sa parole et en 1654 il le bâtit. Au fil des années, l’église apportera des modifications architecturales.

## Éducation
À Brănești il y a deux écoles : une dans le village Brănești et l’autre à Priboiu. Aux environs de 1800, la vie écolière se développait seulement avec l’aide des prêtres et des vicaires. On n'y trouvait pas alors d'édifice spécialement destiné à l’enseignement. En 1909, un bâtiment destiné à une école a été construit. La vie écolière a été complétée avec la vie culturelle.
C’est ainsi qu'il existe une formation chorale “Cântarea Brăneșteană” qui compte 60 membres. La chorale a été créée en 1888. Ces membres ont différentes occupations : paysans, professeurs, ingénieurs, employés, commerçants, etc. Cette formation chorale s'est produite sur différentes scènes en Roumanie à Galați, Câmpina, Sinaia, Bucarest, Pitești, Brașov, etc., mais, aussi à l’étranger en Allemagne, Belgique, France, Bulgarie, ex-Yougoslavie et dans d’autres pays. Leur répertoire est constitué de créations roumaines de Al. Pașcanu, Gh. Cucu, N. Lungu, M. Neagu ou de créations du répertoire international dues à Chopin, K.M von Weber, P.I. Tchaïkovski, Gr. Sicher, etc.

## Industrie
Après 1885, c'est à cet endroit qu'est apparue une industrie textile roumaine, à l’initiative de Stan Rizescu, qui a créé la première fabrique de tissus en coton, en apportant la première machine à tissu de coton et la première filature de lin et de chanvre. Ainsi, la population s’est modifiée, et les premiers ouvriers sont apparus dans la région. Après cette industrie ont été bâtis un cinéma, une banque une salle de bains publics. À l’inauguration de la nouvelle école en 1909 ont participé le roi Carol Ier accompagné du ministre de l’Enseignement Spiru Haret et du grand Georges Enesco. Durant la Première et la Seconde Guerre mondiale, l’industrie textile a fourni à l’armée des produits textiles et des uniformes.
Le Prof. dr. Corneliu Cassasovici ainsi que Stan Rizescu ont pris le contrôle de l’administration technique de la fabrique mécanique des tissus “Stan Rizescu” de la commune Brănesti, dep. Dâmbovița en 1919. À cette époque la fabrique était petite et n’avait que 160 machines pour produire les tissus. Corneliu Cassasovici reçut son diplôme de l’école polytechnique de Dresde en Allemagne, en 1909 et a écrit et soutenu une série de cours parmi lesquels on peut mentionner : “Produits textiles”, “La filature, la fabrication mécanique des tissus”, “Literie et teinture”, “l’Industrie Textile”. En 1934, il a créé l’école supérieure des Textiles avec un siège situé dans le bâtiment de l’École Polytechnique de Bucarest. Il a été son professeur et directeur jusqu’en 1945. Pendant les 15 ans qu'a duré la période de crise économique de 1926-1929, le nombre des machines à tisser est monté à 700. De la même manière, à Brănești, ont été montées des installations modernes pour blanchir, merceriser, teinter, pelucher, etc. Après la nouvelle division territoriale de 1955, la fabrique est passée sous l’administration de la localité de Pucioasa. En utilisant une chaîne propre de boutiques dans de nombreuses villes de la Roumanie, l’entreprise est devenue indépendante du point de vue économique.
Maintenant, dans le registre du Commerce on trouve 26 entreprises ou compagnies qui ont leur siège à Brănești. Leur domaine d’activité est le commerce, le transport, la construction, les textiles, l'immobilier, etc.

## Démographie
Lors de ce recensement de 2011, 97,55 % de la population se déclare roumains (2,31 % ne déclarent pas d'appartenance ethnique et 0,12 % déclarent une autre appartenance ethnique).

## Politique
| Parti | Parti                        | Sièges |
| ----- | ---------------------------- | ------ |
|       | Parti social-démocrate (PSD) | 7      |
|       | Parti national libéral (PNL) | 6      |